# Кобалишта
Кобилишта (грч. Κοκκινόγεια, Кокиногија) је насељено место у општини Просечен у периферији Источна Македонија и Тракија, Грчка. Према попису из 2021. године било је 435 становника.
Према бугарском географу и историчару, Василу Канчову, у Кобилишту је 1900. године живело 360 Турака, 350 Словена хришћана и 20 Рома. Током Првог светског рата село је настрадало и део словенског и муслиманског становништва је избегао, тако је полсе рата остало 1.012 житеља. Године 1923. турско становништво је принудно исељено у Турску а на њихово место је насељено 219 грчких избегличких породица, укупно 879 особа. На попису из 1928. године Кобалишта су мешовито насеље са 1.341 становником. Избегло словенско становништво у Бугарској претежно је насељено у местима околине Гоце Делчева, Асеновград и Пазарџик.